# Inflação estrutural
A Inflação estrutural, é um conceito de inflação desenvolvido por economistas ligados à CEPAL. O cepalinos, ou Estruturalistas, entendem que este processo inflacionário esteja relacionado com alguma questão específica de um determinado mercado, como pressão de sindicatos, tabelamento de preços acima do valor de mercado (caso do salário mínimo), imperfeições técnicas no mecanismo de compra e venda.  
Os monetaristas discordam dos cepalinos quanto à inflação, para eles, a única causa da inflação é a expansão da base monetária. 